# Saco do Mamanguá

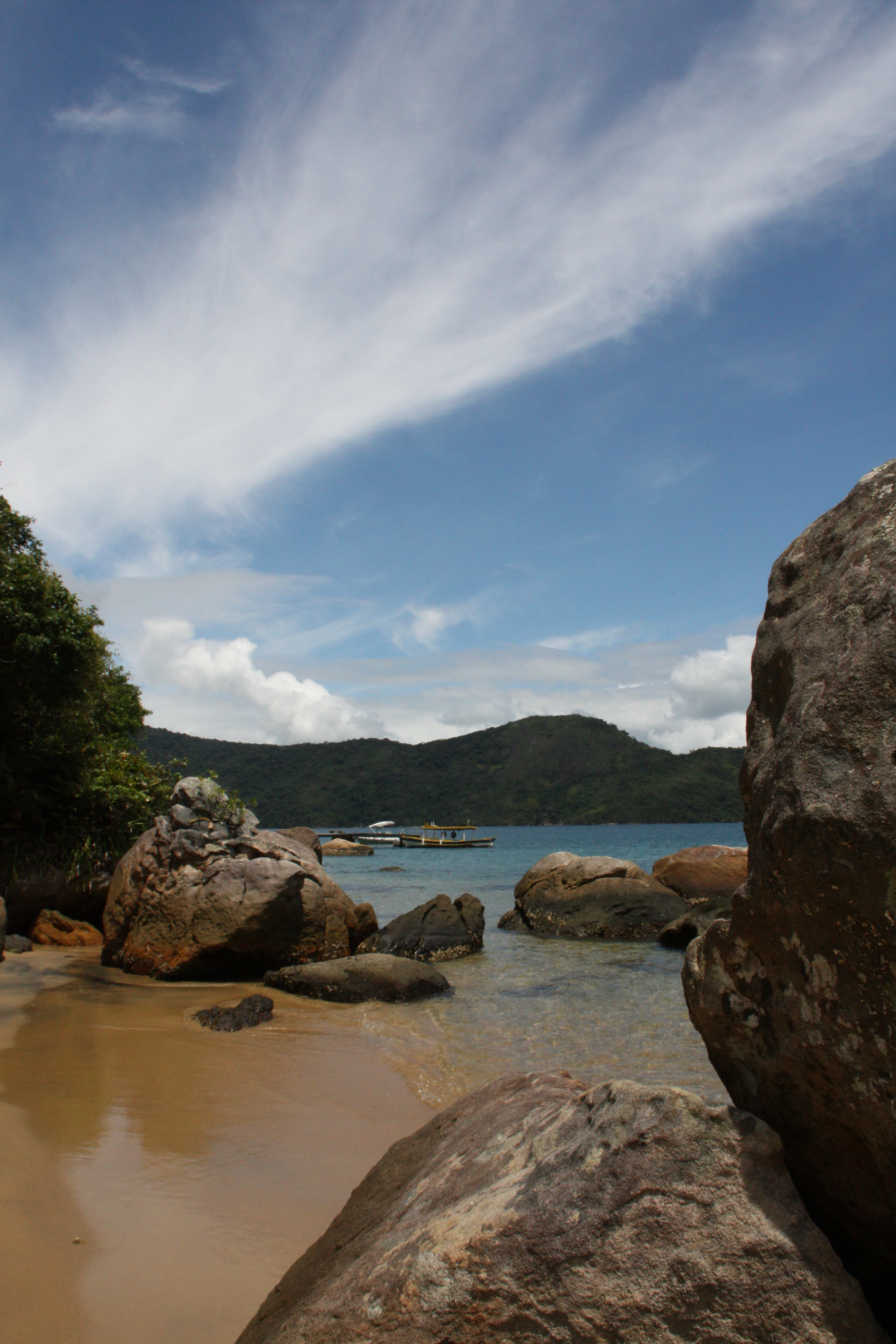
Pequena praia no Saco do Mamanguá

O Saco do Mamanguá é um saco localizado em Paraty-Mirim, no município de Paraty, no estado do Rio de Janeiro, no Brasil. Possui 8 quilômetros de comprimento e 2 quilômetros de largura. Comumente, é confundido com um fiorde tropical. 
É uma área de proteção ambiental, com a presença de algumas casas de caiçaras e de veranistas construídas antes da criação da reserva. 
A população local vive da pesca, turismo e artesanato em madeira (miniaturas de canoas, barcos de pesca, tartarugas, etc.). A água é mais clara na entrada do saco e fica mais turva e rasa à medida que se avança em direção ao manguezal.
O Saco do Mamanguá possui 33 praias. Entre elas, encontra-se a Praia do Cruzeiro, onde fica o Pico do Pão de Açúcar. É possível subir até o topo do pico através de uma trilha e ter uma vista panorâmica da região.

## Etimologia
"Mamanguá" deriva do termo tupi mamangûá, que significa "enseada dos mamangás" (mamangá, mamangá + kûá, enseada). "Mamangá" é um termo que se refere a três espécies de arbustos da família das Fabaceae: Cassia medica, Senna occidentalis e Senna quinquangulata.